# Dubravka Oraić Tolić
Dubravka Oraić Tolić (Slavonski Brod, 1. kolovoza 1943.) hrvatska je teoretičarka književnosti i kulture, pjesnikinja, esejistica i prevoditeljica.

## Životopis
Osnovnu školu pohađala je u selu Donji Andrijevci kod Slavonskoga Broda, gdje je u trećem razredu upoznala budućega supruga Benjamina Tolića. Filozofiju i ruski jezik s književnošću studirala je u Zagrebu (1962. – 1966.), a filozofiju u Beču (1967. – 1969.) za emigracije nakon Deklaracije o nazivu i položaju hrvatskog književnog jezika. Magistrirala je tezom o pejzažu u djelu A. G. Matoša i doktorirala tezom o citatnosti u književnosti i kulturi. Od 1971. do 1998. radi u Zavodu za znanost o književnosti Filozofskoga fakulteta Sveučilišta u Zagrebu. Od 1998. redovita je profesorica teorije književnosti i kulture do umirovljenja 2014. Predavala je kao gostujuća profesorica na sveučilištima u Münchenu (1992.) i Göttingenu (2007.). Sudjelovala je na znanstvenim skupovima u zemlji i inozemstvu (Amsterdam, Bad Urach, Berlin, Bremen, Budimpešta, Heidelberg, Jena, Pečuh, Petrograd, Rovereto, Veszprém). Uređivala je s I. Frangešom biblioteke Kritički portreti hrvatskih slavista i Enciklopedija hrvatske književnosti, a s K. Nemecom i V. Žmegačem biblioteku „L“ Zavoda za znanost o književnosti Filozofskoga fakulteta u Zagrebu. Uredila je niz zbornika s Ernőom Kulcsárom Szabóm sa sveučilišta Eötvös Loránd iz Budimpešte, surađivala na projektu Aleksandra Flakera Pojmovnik ruske avangarde i Zagrebački pojmovnik kulture 20. stoljeća te objavila oko 150 znanstvenih i stručnih članaka iz teorije kulture, hrvatske i ruske književnosti.
Redovita je članica Hrvatske akademije znanosti i umjetnosti, profesorica emerita i potpredsjednica Matice hrvatske. Članica je Društva hrvatskih književnika i Hrvatskoga Centra P. E. N. –a. Uređivala je časopis Hrvatska revija od 2012. do 2021. Glavna je urednica časopisa Forum od 2022. Kći Iva Tolić međunarodno je priznata molekularna biologinja, izabrana punopravna članica EMBO i članica suradnica HAZU Hrvatske akademije znanosti i umjetnosti.

## Djela
Objavila je oko dvadeset autorskih knjiga različita žanra. Raspon je žanrova od književnoznanstvene proze i esejistike do poezije, romana i putopisa. Uredila je i suuredila petnaestak svezaka te nekoliko prijevoda iz ruske književnosti 20. stoljeća.

### Knjige
Književnoznanstvena i esejistička djela:  
- Pejzaž u djelu Antuna Gustava Matoša. Zagreb: Matica hrvatska, 1980.
- Teorija citatnosti. Zagreb: Grafički zavod Hrvatske, 1990.
- Književnost i sudbina. Zagreb: Meandar, 1995.
- Das Zitat in Literatur und Kunst. Versuch einer Theorie. Aus dem Kroatischen übersetzt von Ulrich Dronske. Wien – Köln – Weimar: Böhlau Verlag, 1995.
- Matoševa proza. U: Zoran Kravar i Dubravka Oraić Tolić, Lirika i proza Antuna Gustava Matoša. Zagreb: Školska knjiga, 1996.
- Paradigme 20. stoljeća: Avangarda i postmoderna. Zagreb: Zavod za znanost o književnosti Filozofskoga fakulteta Sveučilišta u Zagrebu, 1996.
- Dvadeseto stoljeće u retrovizoru. Zagreb: Školska knjiga, 2000.
- Muška moderna i ženska postmoderna: Rođenje virtualne kulture Zagreb: Naklada Ljevak, 2005.[3]
- Männliche Moderne und weibliche Postmoderne: Geburt der virtuellen Kultur. Aus dem Kroatischen übersetzt von Ulrich Dronske. Wien: Peter Lang, 2008.
- Akademsko pismo: Strategije i tehnike klasične retorike za suvremene studentice i studente. Zagreb: Naklada Ljevak, 2011.
- Čitanja Matoša. Zagreb: Naklada Ljevak, 2013.
- Hlebnikov i avangard. Moskva: Vest-Konsalting, 2013.
- Antun Gustav Matoš: Ein Klassiker der kroatischen Moderne. Aus dem Kroatischen übersetzt von Ulrich Dronske. Peter Lang: Frankfurt am Main – Bern – Bruxelles – New York – Oxford – Warszawa – Wien, 2014.
- Citatnost u književnosti, umjetnosti i kulturi. Zagreb: Naklada Ljevak, 2019.[4][5]
- Matoševo pjesništvo. U: Antun Gustav Matoš: Pjesme i Epigrami / Dubravka Oraić Tolić: Matoševo pjesništvo. Zagreb: Matica hrvatska, 2020.[6]
- Zagrebačka stilistička škola: Zlatno doba hrvatske znanosti o književnosti. Zagreb: Naklada Ljevak, 2022.

### Pjesnička djela[7]
- Oči bez domovine. Zagreb: Naprijed i Centar za kulturu Narodnoga sveučilišta grada Zagreba, 1969.
- Urlik Amerike. Zagreb: Sveučilišna naklada Liber, 1981.
- Palindromska apokalipsa. Zagreb: Durieux, 1993.
- The American Scream. Palyndrome Apocalypse. Tanslation by Sibelan Forrester, William E. Yuill, and Sonja Bašić. Cover photo by Miroslav Šutej. Portland: Ooligan Press, 2005. Za prijevod poeme The American Scream Sibelan Forrester dobila je nagradu Heltd.

### Roman
- Doživljaji Karla Maloga. Zagreb: Naklada Ljevak, 2018.
- Doživljaji Karla Maloga. Zagreb: Hrvatska knjižnica za slijepe, 2021

### Putopis
- Peto evanđelje: Sedam dana u Svetoj Zemlji. Zagreb: Naklada Ljevak, 2016.[8]

### Uredila
- Intertekstualnost & Intermedijalnost. Ur. Z. Maković, M. Medarić, D. Oraić [Tolić], P. Pavličić. Zagreb: Zavod za znanost o književnosti Filozofskog fakulteta Sveučilišta u Zagrebu, 1988.
- Josip Sever: Borealni konj. Priredila i uvodni esej napisala Dubravka Oraić Tolić. Zagreb: Mladost, 1989.
- Antun Gustav Matoš: Putopisi. Priredila i pogovor napisala Dubravka Oraić Tolić. Vinkovci: Privlačica, 1994.
- Hrvatsko ratno pismo 1991/92//Croatian War Writing 1991/92. Dokumentarna monografija. Uredila i predgovor napisala Dubravka Oraić Tolić. Zagreb: Zavod za znanost o književnosti Filozofskoga fakulteta Sveučilišta u Zagrebu, 1992. Hrvatski i engleski jezik. Ilustracije.
- Intertekstualnost & Autoreferencijalnost. Ur. D. Oraić Tolić i V. Žmegač. Zagreb: Zavod za znanost o književnosti Filozofskog fakulteta Sveučilišta u Zagrebu, 1993.
- Kraj stoljeća – krajevi stoljeća. Radovi s međunarodnoga simpozija, Opatija, 28. 9. – 1. 10. 1997. Ur. D. Oraić Tolić i V. Žmegač. Umjetnost riječi (Zagreb), 1999., br. 3–4.
- Kulturni stereotipi: Koncepti identiteta u srednjoeuropskim književnostima. Radovi s međunarodnoga simpozija, Lovran, 19. – 23. 5. 2004. Ur. D. Oraić Tolić i E. Kulcsár Szabó. Zagreb: FF press, 2006.
- Kultur in Reflexion: Beiträge zur Geschichte der mitteleuropäischen Literaturwissenschaften. Ur. E. Kulcsár Szabó i D. Oraić Tolić. Wien: Wilhelm Braumueller Universitäts-Verlagsbuchhandlung, 2008.
- Zagrebačka književnoznanstvena škola. Umjetnost riječi (Zagreb), 2009., br. 3–4.
- Reinhard Lauer: Povijest ruske književnosti. Stručna redakcija i pogovor Dubravka Oraić Tolić. Zagreb: Golden marketing-Tehnička knjiga, 2009.
- Imaginacije prostora: Centri i periferije – metropole i provincije u književnostima i kulturama Srednje Europe. Ur. D. Oraić Tolić i E. E. Kulcsár Szabó. Zagreb: Disput, 2013.
- Hrvatsko proljeće u sjećanjima suvremenika: Memoarski zapisi u povodu 50-obljetnice Hrvatskoga proljeća (1971–2021). Priredila i uvod napisala Dubravka Oraić Tolić. Zagreb: Matica hrvatska, 2021.

### Prijevodi
- Valentin Katajev, Trava zaborava (trilogija: Sveti zdenac, Trava zaborava, Kockica), Rijeka: Otokar Keršovani, 1975.
- Vladimir Majakovski, Rat i mir (svijet). Gordogan (Zagreb), 2, 1980., 5–6, 49–83.
- Andrej Bjeli, Petrograd, Liber, Zagreb, 1981.
- Velimir Hljebnikov, Zangezi. Dometi (Rijeka), XIV, 1981., 6, 15–35.
- Sergej Birjukov: Stihija stihova, Treći program hrvatskoga radija 2013., 85, 233–251.

### Urednica
- Biblioteka Kritički portreti hrvatskih slavista Zavoda za znanost o književnosti Filozofskoga fakulteta Sveučilišta u Zagrebu (suurednica, urednik Ivo Frangeš)
- Biblioteka Enciklopedija hrvatske književnosti Zavoda za znanost o književnosti Filozofskoga fakulteta Sveučilišta u Zagrebu (suurednica, urednik Ivo Frangeš)
- Biblioteka L Zavoda za znanost o književnosti Filozofskog fakulteta u Zagrebu  (urednica, suurednici Krešimir Nemec i Viktor Žmegač)
- niz zbornika

### Uvrštena u antologije
- Antologija savremenih jugoslovenskih pesnikinja 1- 2. Beograd: A-Š Delo, 1988.
- Skupljena baština: Suvremeno hrvatsko pjesništvo 1940. – 1990. Pripremio Stijepo Mijović Kočan. Zagreb: Školske novine, 1993.
- U ovom strašnom času: Antologija suvremene hrvatske lirike. Priredili i predgovor napisali Ivo Sanader i Ante Stamać. Zagreb: Školska knjiga, 1994.
- Żywe źródło: Antologia współczesnej poezji chorwackiej. Wybór, przekład, noty o autorach Łucja Danielewska. Warszawa: Wydawnictwo Książkowe Ibis, 1996.

## Nagrade
- 1969. Prva nagrada Književnoga fonda mladih „A. B. Šimić“ za zbirku pjesama Oči bez domovine.
- 1996. Red Danice hrvatske s likom Marka Marulića za osobite zasluge u kulturi
- 2006. Vjesnikova nagrada za knjigu godine za knjigu Muška moderna i ženska postmoderna, Zagreb: Naklada Ljevak, 2005.
- 2012. Povelja Filozofskoga fakulteta Sveučilišta u Zagrebu za dugogodišnji doprinos Fakultetu
- 2012. Državna nagrada, za životno djelo u području humanističkih znanosti[8]
- 2013. Nagrada HAZU, za najviša znanstvena i umjetnička dostignuća u Republici Hrvatskoj u području književnosti za knjigu Akademsko pismo: Strategije i tehnike klasične retorike za suvremene studentice i studente, Zagreb: Naklada Ljevak, 2011.[9][10]
- 2016. Nagrada Josip i Ivan Kozarac, za životno djelo[3]
- 2018. Nagrada Josip i Ivan Kozarac za knjigu godine za roman Doživljaji Karla Maloga, Zagreb: Naklada Ljevak, 2018.
- 2021.: Nagrada Vladimir Nazor za životno djelo

## Vanjske poveznice
Mrežna mjesta
- [neaktivna poveznica], Društvo hrvatskih književnika
- Dubravka Oraić Tolić, HAZU
- Oraić Tolić, Dubravka Hrvatska enciklopedija